# André Vandeweyer
André Vandeweyer (* 21. Juni 1909 in Tienen; † 22. Oktober 1992) war ein belgischer Fußballtorhüter.

## Laufbahn

### Verein
Vandeweyer war zwischen 1931 und 1939 bei Royale Union Saint-Gilloise aktiv. Er absolvierte 185 Spiele für seinen Verein und gehörte zur legendären Union 60, die zwischen Januar 1933 und Februar 1935 in 60 aufeinander folgenden Ligaspielen der Ersten Division ungeschlagen blieb. In diesem Zeitraum gewann er mit seinem Club dreimal in Folge die belgische Meisterschaft. Von 1941 bis 1945 spielte er für den RFC Hannutois und ließ seine Karriere 1946 beim RSC Wasmes ausklingen.

### Nationalmannschaft
1933 und 1934 kam Vandeweyer fünfmal in der belgischen Nationalmannschaft zum Einsatz. Er wurde für das belgische Aufgebot bei der Fußball-Weltmeisterschaft 1934 nominiert und stand bei der 2:5-Niederlage im Achtelfinalspiel gegen Deutschland im Tor. Bei der Fußball-Weltmeisterschaft 1938 wurde er erneut in den Kader berufen, jedoch nicht eingesetzt.

### Trainer
Nach dem Ende seiner Karriere als Spieler übernahm er 1947 das Traineramt bei seinem Stammverein Royale Union Saint-Gilloise, das er bis 1959 ausübte. Von Januar 1955 bis Juni 1957 war er gleichzeitig Cheftrainer der belgischen Nationalmannschaft.

## Erfolge
- Belgischer Meister (3): 1933, 1934, 1935